# Jaimee Foxworth

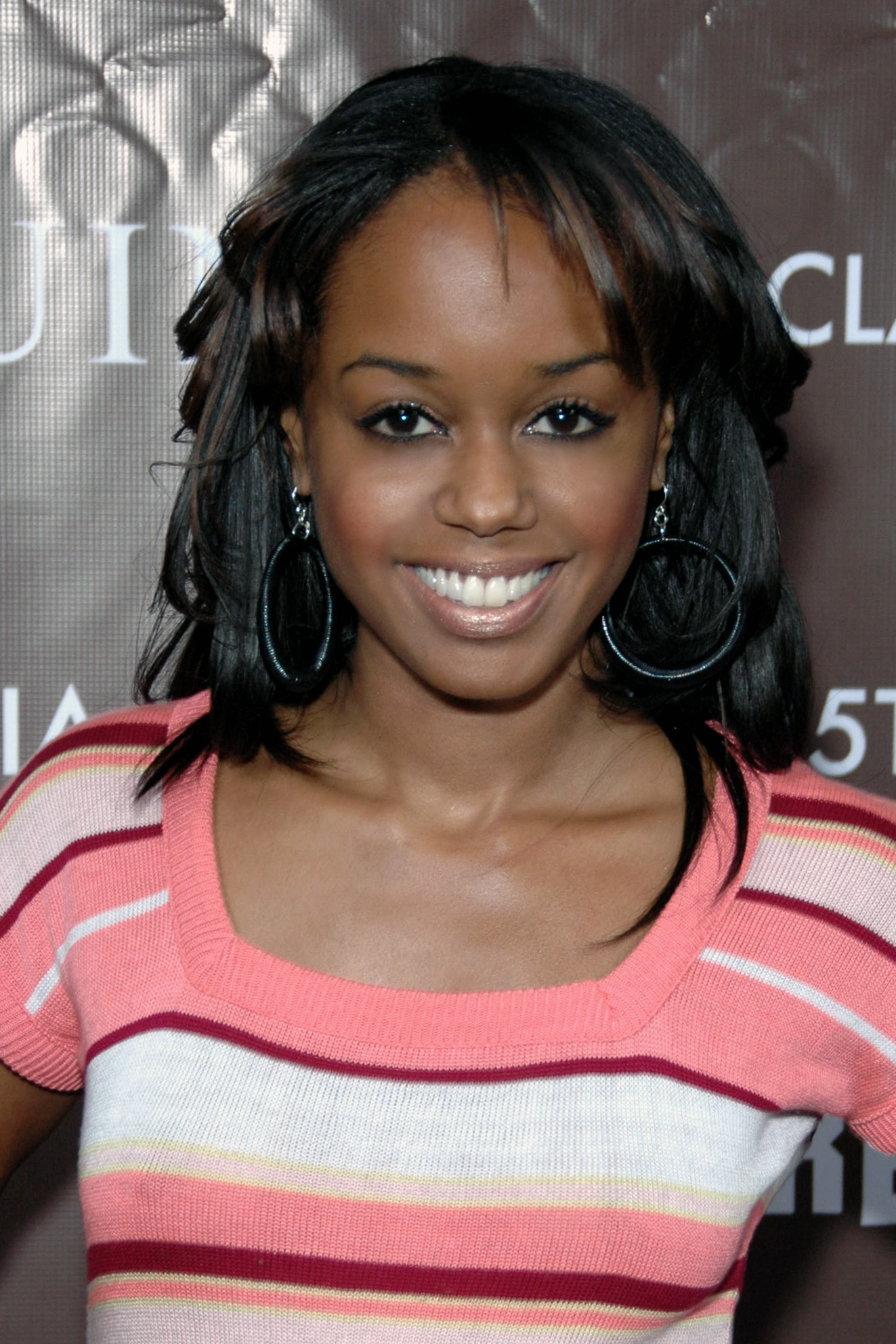
Jaimee Foxworth (2008)

Jaimee Foxworth (* 17. Dezember 1979 in Belleville, Illinois) ist eine US-amerikanische Schauspielerin.

## Karriere
In den Jahren 1989 bis 1993 war sie als Judy in der Sitcom Alle unter einem Dach zu sehen. Für diese Rolle erhielt sie 1991 eine Nominierung für den Young Artist Award. Ab dem Jahre 2000 war sie vorübergehend unter dem Künstlernamen „Crave“ in verschiedenen Pornofilmen zu sehen.
Aufgrund einer Alkohol- und Tablettenabhängigkeit nahm Foxworth 2008 an der Doku-Soap Celebrity Rehab des Senders VH1 teil, in der sie und mehrere andere Prominente (u. a. Daniel Baldwin) vor laufenden Kameras einen Entzug durchleben.
Foxworth hat einen 2009 geborenen Sohn.

## Filmografie
- 1986: Amen (Fernsehserie, eine Folge)
- 1988: TV 101 (Fernsehserie, eine Folge)
- 1989–1993: Alle unter einem Dach (Family Matters, Fernsehserie, 71 Folgen)
- 2000: More Black Dirty Debutantes 30
- 2000: Booty Talk 20: Super Fine Sistas!
- 2001: Chillin’ with Jake Steed’s Freaks Whoes & Flows 25
- 2001: Behind the Scenes 12
- 2001: Adventures of Peeping Tom No. 28
- 2001: Hot Girlz
- 2002: My Baby Got Back 29
- 2002: More Black Dirty Debutantes 32
- 2009: The Jeffersons: A XXX Parody